# Jean Breuer
Jean Breuer (Hürth, 1 de março de 1938 – 12 de abril de 2025) foi um desportista alemão que competiu para a RFA em ciclismo na modalidade de pista, especialista na prova de médio fundo.
Ganhou três medalhas no Campeonato Mundial de Ciclismo em Pista entre os anos 1972 e 1975.

## Medalheiro internacional
| Campeonato Mundial | Campeonato Mundial | Campeonato Mundial | Campeonato Mundial |
| Ano                | Lugar              | Medalha            | Competição         |
| ------------------ | ------------------ | ------------------ | ------------------ |
| 1972               | Marselha ( França) | Medalha de prata   | Médio fundo (A)    |
| 1974               | Montreal ( Canadá) | Medalha de ouro    | Médio fundo (A)    |
| 1975               | Rocourt ( Bélgica) | Medalha de bronze  | Médio fundo (P)    |